# Električno kolo
Električno kolo (tudi električni bicikel, e-bike ali e-kolo), je dvokolo z integriranim elektromotorjem za pogon. Obstaja veliko tipov električnih koles: od takšnih, ki samo asistirajo pri pedaliranju, do močnejših, ki so po sposobnostih precej podobni mopedom. E-kolesa uporabljajo polnilne baterije, ki jih je možno večkrat napolniti. Dosegajo hitrosti do 45 km/h. 
Obstajajo različna pravila in zakoniki v državah glede sposobnosti, največkrat je omejena maksimalna hitrost. Nekje so e-kolesa certificirana kot navadna kolesa, drugje pa kot mopedi ali motorna kolesa, slednji po navadi za močnejše modele. Npr. v New Yorku so električna kolesa celo prepovedana, ker naj bi bila prenevarna. Po drugi strani pa na Kitajskem električna kolesa že zamenjujejo motorna in tudi standardna kolesa.

## Zgodovina
Prva e-kolesa so se pojavila ob koncu 19. stoletja. Uporabljala so svinčene akumulatorje. Leta 1895 je Ogden Bolton Jr. patentiral kolo z baterijo in elektromotorjem na enosmerni tok.
V 90. letih 20. stoletja so se pojavili sistemi za krmiljenje navora in moči, začela se je uporaba NiCd in NiMH (pozneje tudi Li-ionskih) baterij. Leta 1992 se je pojavilo e-kolo Zike. Imelo je NiCd baterijio in 850 gramov težak elektromotor. Proizvodnja je bila zelo nizka.
Med letoma 1993 in 2004 je proizvodnja precej narasla. 
Leta 2007 so v mestih dosegla 10-20% tržni delež vseh prodanih koles. Po navadi traja polnjenje baterij do 8 ur za doseg 50 kilometrov 
Na Kitajskem je narasla proizvodnja od 56,000 enot v letu 1998 do 21 milijonov leta 2010. Trenutno je tam 120 milijonov e-koles. Za primerjavo je bilo leta 1995 proizvedeno 107 milijonov standardnih koles.
E-kolesa so se vpletla v mestni tovorni promet, mestni potniški promet, razvoz hrane, razvoz pošte, saj je vzdrževanje koles cenejše, menjava delov enostavnejša, vožnja pa cenejša. E-kolesa so dobila tudi alternative v e-triciklih in e-štiriciklih (še vedno na pedale, a tudi z volanom).

## Delovanje
Obstajata dve vrsti električnih koles:
- Pri pedal-assist (tudi Pedelec) kolesih se moč elektromotorja nadzira s pedaliranjem. Motor ima senzor, ki glede na hitrost in moč pedaliranja določa moč motorja. Pri zaviranju se motor zaustavi sam. Močnejša kolesa imenujemo S-Pedelecs (nemško Schnell-Pedelecs, oziroma angleško Speedy-Pedelecs),[5] z močjo motorja nad 250 vatov. Motor se ne ustavi, ko dosežemo 25 km/h, zato so po navadi registrirani kot motorno kolo.
- Pri power-on-demand (moč na zahtevo) kolesih se moč določa z ročico na krmilu kot pri skuterjih ali motornih kolesih.

Pri power-on-demand so možni trije načini vožnje:
1. vožnja samo s človeškim pedaliranjem,
2. vožnja samo z elektromotorjem, ročno kontroliranje moči,
3. vožnja s pedaliranjem in elektromotorjem hkrati.

Motorji so lahko krtačni ali brezkrtačni.

## Prednosti
Električna kolesa so eden izmed najbolj energetsko učinkovitih načinov prevoza:
- 18-krat bolj učinkoviti kot terenec SUV,[navedi vir]
- 13-krat bolj učinkoviti kot povprečen avto,[navedi vir]
- 6-krat bolj učinkoviti kot vlak.[navedi vir]

Poleg tega so vozila z ničnimi emisijami, ne onesnažujejo zraka v mestih. In prispevajo k zdravju kolesarja s telovabo.